# Aglaothorax longipennis
Aglaothorax longipennis är en insektsart som först beskrevs av Rentz, D.C.F. och Weissman 1981.  Aglaothorax longipennis ingår i släktet Aglaothorax och familjen vårtbitare. IUCN kategoriserar arten globalt som akut hotad. Inga underarter finns listade i Catalogue of Life.